# Segona batalla de Verdeloma
La batalla de Verdeloma fou un enfrontament armat que va tenir lloc el 20 de desembre de 1820 a Verdeloma, actual Biblián, província de Cañar (actual Equador), entre independentistes guayaquilenyes, liderades pel capità Manuel Chica i Ramos, i tropes reialistes sota el comandament del coronel Francisco González.

## Antecedents
Després de la victòria reialista a la primera batalla de Huachi, el mes de novembre, les forces espanyoles recuperaren el control de les zones central i septentrional de la serra equatoriana i tenien el camí lliure per iniciar una ofensiva cap a Guayaquil. Nogensmenys, els reialistes van decidir dirigir-se cap al sud, a Cuenca, per completar el domini de les terres andines de la Reial Audiència.
Les autoritats de Cuenca, ja des del moment en què havien proclamat la independència, el 3 de novembre, s'havien dirigit a la Província Lliure de Guayaquil per demanar ajuda material davant les possibles accions reialistes. El 10 de novembre sortiren de Guayaquil alguns oficials del batalló Libertadores, amb fusells i altres materials, per intentar organitzar les poc experimentades tropes que havien reclutat les autoritats de Cuenca.
Quan, després de la batalla de Huachi, les tropes reialistes avancen cap a Cuenca, els patriotes situen les seves escasses tropes entre els rius Gualay i Tambo, amb alguns reforços procedents d'Azogues i també alguns efectius dels derrotats a Huachi, que s'havien replegat cap al sud. D'aquesta manera, les tropes patriotes van arribar a un total de més de 1500 homes, tot i que molts amb escassa preparació militar.

## Batalla
El dia 20 de desembre, es produeix la batalla entre les dues forces. L'evolució de les tropes és poc clara, atès que gairebé no hi ha documents contemporanis que registrin el combat. En qualsevol cas, el resultat fou una contundent victòria reialista i se sap que, entre les files independentistes, es produïren al voltant de 400 morts.
Els oficials principals del bàndol patriota foren el capità Manuel Chica y Ramos, Zenón de San Martín, capità León de la Piedra i capità Pedro Ze, mentre que el coronel Francisco González i el coronel Francisco Eugenio Tamariz dirigien les tropes reialistes.

## Conseqüències
La major part dels soldats derrotats fugen en direcció a Guayaquil, mentre que el coronel González entra a Cuenca i inicia una forta persecució dels cabdills independentistes de Cuenca i també de Loja i Zaruma, als quals confisca els bens. En concret, el president de la junta de govern de Cuenca, José María Vázquez de Noboa, es refugià a Guayaquil i s'incorporà a les tasques de govern de la Província Lliure. En el posterior encontre menor de Tanizahua, a la vora de Guaranda, el 3 de gener de 1821, les tropes independentistes són novament derrotades i han de refugiar a la costa de Guayaquil.
En qualsevol cas, la decisió reialista d'assegurar la zona de Cuenca va donar temps a les autoritats guayaquilenyes de refer-se després de la derrota de Huachi i rebre reforços de Perú i, sobretot, de Colòmbia, amb Antonio José de Sucre.